# Kainzmühle
Kainzmühle ist ein Gemeindeteil des Marktes Tännesberg im Landkreis Neustadt an der Waldnaab (Oberpfalz, Bayern).

## Geographie
Die Einöde liegt zwischen der Mühlleite, die direkt an den Fluss Pfreimd angrenzt und dem Woppenriether Berg. 400 Meter nordöstlich der Kainzmühle mündet der Kainzbach, der am Schwangbühl (748 m) im Tännesberger Wald entspringt, von links kommend in die Pfreimd. Etwa 800 Meter nordöstlich befindet sich die Kainzmühlsperre, die den Fluss Pfreimd aufstaut. Rund 600 Meter südlich von der Kainzmühle verläuft die Bundesstraße 22. Die Siedlung ist, von der B 22 kommend, über eine Gemeindeverbindungsstraße, die an Fischerhammer vorbeiführt, zu erreichen. An der Staumauer der Kainzmühlsperre endet der Weg. Ein Abzweig führt kurz vorher weiter nach Kleßberg.

## Aus der Geschichte
Der diepoldingische Ministeriale Markward von Tännesberg ist um das Jahr 1225 nachgewiesen. Zu dieser Zeit kam die Herrschaft Tännesberg und mit ihm Kainzmühle auf dem Erbwege an die Grafen von Ortenburg. 1280 war sie im Besitz der Paulsdorfer, Reichsministeriale, die sich nach Paulsdorf bei Amberg nannten. Eine Urkunde nennt Zehentrechte an der Keyntzmul. Ein Salbuch aus dem 16. Jahrhundert, das die Besitzverhältnisse beschreibt, berichtet von einem Anwesen mit Mühle. Das Haus- und Rustikalsteuerverzeichnis von 1810/11 nennt zwei Anwesen, eine Mühle und Schneider und eine Schmiede.

## Steuerdistrikt
Das Königreich Bayern wurde 1808 in 15 Kreise eingeteilt. Diese Kreise wurden nach französischem Vorbild nach Flüssen benannt (Naabkreis, Regenkreis, Unterdonaukreis usw.). Die Kreise gliederten sich in Landgerichtsbezirke. Die Bezirke wiederum sollten in einzelne Gemeindegebiete eingeteilt werden. Im Landgerichtsbezirk Vohenstrauß entstanden im Jahre 1808 so insgesamt 47 Steuerdistrikte. Einer dieser Distrikte war Kleinschwand mit den Ortsteilen Kleinschwand, Voitsberg, Woppenrieth, Hammer Böhmischbruck, Hammer Woppenrieth (Fischerhammer) und Kainzmühle.

## Gemeindebildung
In der im Jahre 1821 abgeschlossenen Gemeindebildung entstand die Gemeinde Woppenrieth mit den Gemeindeteilen Woppenrieth, Fischerhammer und Kainzmühle. 1946 wurden von der aufgelösten Gemeinde Woppenrieth, Fischerhammer und Kainzmühle in die Gemeinde Döllnitz eingegliedert. Gebietsteile der aufgelösten Gemeinde Döllnitz, darunter Kainzmühle, wurden am 1. Juli 1976 nach Tännesberg eingegliedert.

## Kainzmühlsperre
War das 19. Jahrhundert das Zeitalter der Dampfkraft, so begann um die Jahrhundertwende der Siegeszug einer neuen Energieform, die der elektrischen Energie. Bereits im Jahre 1921 hatte man am Fluss Pfreimd bei der Kainzmühle mit dem Bau eines Kraftwerks begonnen. Wegen der Hochinflation war dieses Projekt in der damaligen Zeit ein riskantes finanzielles Unterfangen. „Am 17. September 1924 nahm die Anlage den Betrieb auf. Die Kainzmühlsperre verfügt über drei Stauklappen. Sie hat ein nutzbares Volumen von 800.000 Kubikmeter Wasser, was mit einer Wasserspiegelschwankung von vier Metern verbunden ist“. Von der Kainzmühlsperre führt der Eulengrundstollen zum Werk Tanzmühle. Überwiegend die Region der Altlandkreise Vohenstrauß und Oberviechtach konnte durch den Bau der Anlage erstmalig mit elektrischer Energie versorgt werden. Eine Ringleitung führte über Tännesberg, nach Teunz, Oberviechtach, Schneeberg und Rötz, Querverbindungen zweigten ab. Heute dient die Kainzmühlsperre der Wasserregulierung für die Kraftwerksgruppe Pfreimd.